# Raiffeisenbank Rain am Lech
Die Raiffeisenbank Rain am Lech eG war eine Genossenschaftsbank im Lechmündungsgebiet mit – der Hauptstelle eingeschlossen – sechs Geschäftsstellen.
Sie entstand durch den Zusammenschluss des Lechsender-Graisbacher Darlehenskassenvereins, der Raiffeisenkasse Feldheim sowie Ober- und Unterpeiching. Des Weiteren gingen die Darlehenskassenvereine Holzheim eGmuH, Bayerdilling eGmuH, Münster am Lech, Gansheim und Umgebung sowie der Marxheimer Spar- und Darlehenskassenverein in der Genossenschaftsbank auf. Der Spar- und Darlehenskassenverein Wallerdorf-Hagenheim, die Landwirtschafts- und Gewerbebank Rain am Lech eG und der Schweinspointer Spar- und Darlehenskassenverein zählen ebenso zu den Gründungsmitgliedern.
Die Bank wurde im Jahre 2016 auf die Raiffeisenbank-Volksbank Neuburg/Donau eG, jetzt: VR Bank Neuburg-Rain eG, verschmolzen. 